# Diogo Barbosa
Diogo Barbosa Mendanha (Terra Nova do Norte, Mato Grosso, Brasil, 17 de agosto de 1992) conocido como Diogo Barbosa o solo Diogo, es un futbolista brasileño. Juega de lateral izquierdo y su equipo actual es el  Fluminense de la Serie A de Brasil.

## Estadísticas
Actualizado al último partido disputado el 23 de agosto de 2020.
| Club | Div.          | Temporada     | Liga  | Liga  | Estatal | Estatal | Copas nacionales(1) | Copas nacionales(1) | Copas internacionales(2) | Copas internacionales(2) | Otras(3) | Otras(3) | Total | Total |
| Club | Div.          | Temporada     | Part. | Goles | Part.   | Goles   | Part.               | Goles               | Part.                    | Goles                    | Part.    | Goles    | Part. | Goles |
| --- | ------------- | ------------- | ----- | ----- | ------- | ------- | ------------------- | ------------------- | ------------------------ | ------------------------ | -------- | -------- | ----- | ----- |
| Vasco da Gama · Brasil |               |               |       |       |         |         |                     |                     |                          |                          |          |          |       |       |
| 1.ª | 2010          | 5             | 0     | 0     | 0       | -       | -                   | -                   | -                        | -                        | -        | 5        | 0     |       |
| 1.ª | 2011          | 0             | 0     | 0     | 0       | -       | -                   | -                   | -                        | -                        | -        | 0        | 0     |       |
| Total club | Total club    | 5             | 0     | 0     | 0       | 0       | 0                   | 0                   | 0                        | 0                        | 0        | 5        | 0     |       |
| Sport Recife · Brasil |               |               |       |       |         |         |                     |                     |                          |                          |          |          |       |       |
| 2.ª | 2011          | 3             | 0     | -     | -       | -       | -                   | -                   | -                        | -                        | -        | 3        | 0     |       |
| 1.ª | 2012          | 0             | 0     | 2     | 0       | 1       | 0                   | -                   | -                        | -                        | -        | 3        | 0     |       |
| Total club | Total club    | 3             | 0     | 2     | 0       | 1       | 0                   | 0                   | 0                        | 0                        | 0        | 6        | 0     |       |
| Guarani · Brasil |               |               |       |       |         |         |                     |                     |                          |                          |          |          |       |       |
| 3.ª | 2013          | 0             | 0     | 14    | 0       | 1       | 0                   | -                   | -                        | -                        | -        | 15       | 0     |       |
| Total club | Total club    | 0             | 0     | 14    | 0       | 1       | 0                   | 0                   | 0                        | 0                        | 0        | 15       | 0     |       |
| Coritiba · Brasil |               |               |       |       |         |         |                     |                     |                          |                          |          |          |       |       |
| 1.ª | 2013          | 24            | 0     | -     | -       | -       | -                   | 1                   | 0                        | -                        | -        | 25       | 0     |       |
| 1.ª | 2014          | 0             | 0     | 6     | 0       | 0       | 0                   | -                   | -                        | -                        | -        | 6        | 0     |       |
| Total club | Total club    | 24            | 0     | 6     | 0       | 0       | 0                   | 1                   | 0                        | 0                        | 0        | 31       | 0     |       |
| Atlético Goianiense · Brasil |               |               |       |       |         |         |                     |                     |                          |                          |          |          |       |       |
| 2.ª | 2014          | 11            | 0     | -     | -       | -       | -                   | -                   | -                        | -                        | -        | 11       | 0     |       |
| Total club | Total club    | 11            | 0     | 0     | 0       | 0       | 0                   | 0                   | 0                        | 0                        | 0        | 11       | 0     |       |
| Goiás · Brasil |               |               |       |       |         |         |                     |                     |                          |                          |          |          |       |       |
| 1.ª | 2015          | 26            | 0     | 1     | 0       | -       | -                   | 1                   | 0                        | -                        | -        | 28       | 0     |       |
| Total club | Total club    | 26            | 0     | 1     | 0       | 0       | 0                   | 1                   | 0                        | 0                        | 0        | 28       | 0     |       |
| Botafogo · Brasil |               |               |       |       |         |         |                     |                     |                          |                          |          |          |       |       |
| 1.ª | 2016          | 26            | 2     | 17    | 0       | 2       | 0                   | -                   | -                        | -                        | -        | 45       | 2     |       |
| Total club | Total club    | 26            | 2     | 17    | 0       | 2       | 0                   | 0                   | 0                        | 0                        | 0        | 45       | 2     |       |
| Cruzeiro · Brasil |               |               |       |       |         |         |                     |                     |                          |                          |          |          |       |       |
| 1.ª | 2017          | 31            | 1     | 12    | 0       | 13      | 1                   | 2                   | 0                        | 1                        | 0        | 59       | 2     |       |
| Total club | Total club    | 31            | 1     | 12    | 0       | 13      | 1                   | 2                   | 0                        | 1                        | 0        | 59       | 2     |       |
| Palmeiras · Brasil |               |               |       |       |         |         |                     |                     |                          |                          |          |          |       |       |
| 1.ª | 2018          | 20            | 0     | 1     | 0       | 6       | 0                   | 9                   | 0                        | -                        | -        | 36       | 0     |       |
| 1.ª | 2019          | 33            | 0     | 10    | 0       | 2       | 0                   | 6                   | 0                        | -                        | -        | 51       | 0     |       |
| 1.ª | 2020          | 3             | 0     | 6     | 0       | 0       | 0                   | 0                   | 0                        | -                        | -        | 9        | 0     |       |
| Total club | Total club    | 56            | 0     | 17    | 0       | 8       | 0                   | 15                  | 0                        | 0                        | 0        | 96       | 0     |       |
| Total carrera | Total carrera | Total carrera | 182   | 3     | 69      | 0       | 25                  | 1                   | 19                       | 0                        | 1        | 0        | 296   | 4     |
| (1) Incluye datos de la Copa de Brasil (2) Incluye datos de la Copa Sudamericana y la Copa Libertadores (3) Incluye datos de la Primera Liga de Brasil |               |               |       |       |         |         |                     |                     |                          |                          |          |          |       |       |

## Palmarés

### Títulos estatales
| Título              | Club      | Estado    | Año  |
| ------------------- | --------- | --------- | ---- |
| Campeonato Goiano   | Goiás     | Goiás     | 2015 |
| Campeonato Paulista | Palmeiras | São Paulo | 2020 |

### Títulos nacionales
| Título         | Club      | País   | Año  |
| -------------- | --------- | ------ | ---- |
| Copa de Brasil | Cruzeiro  | Brasil | 2017 |
| Serie A        | Palmeiras | Brasil | 2018 |

### Títulos internacionales
| Título              | Equipo           | País   | Año  |
| ------------------- | ---------------- | ------ | ---- |
| Copa Libertadores   | Fluminense F. C. | Brasil | 2023 |
| Recopa Sudamericana | Fluminense F. C. | Brasil | 2024 |